# إندان
إندان هو مركب كيميائي من الهيدروكربونات ثنائية الحلقة له الصيغة الكيميائية C9H10، ويكون على شكل سائل عديم اللون.

## الوفرة الطبيعية والتحضير
يوجد الإندان طبيعياً في قطران الفحم؛ ويمكن التحضير انطلاقاً من الإندين بإجراء عملية هدرجة حفزية على حفاز من البلاتين باستخدام غاز الهيدروجين؛ أو بإجراء تفاعل اختزال عضوي باستخدام فلز الصوديوم في الإيثانول.

## الخواص
يوجد المركب في الشروط القياسية من الضغط ودرجة الحرارة على شكل سائل عديم اللون، وهو ضعيف الانحلال في الماء، وكذلك الأمر في بعض المذيبات العضوية الأخرة مثل الإيثانول وثنائي إيثيل الإيثر.
تبلغ قيمة حرارة تبخر الإندان 49.2 كيلوجول/مول؛ أما في الحالة الصلبة على شكلين، تبلغ درجة الحرارة التي يتم التحول فيها بين الشكلين قيمة مقدارها −199 °س.

## الاستخدامات
يستخدم الإندان في تركيب المستحضرات الصيدلانية وفي تركيب المبيدات الحشرية.

## المشتقات والمركبات المتعلقة
عند وجود رابطة مضاعفة إضافية في الحلقة الخماسية للمركب نحصل على الإندين؛ ومن المشتقات الأخرى مركب 3،1-إندانديون، وهو مركب ثنائي الكيتون. كما يمكن الحصول بسهولة على المشتقات الميثيلية 1- أو 2- أو 4-ميثيل الإندان.
من المركبات الكيميائية المعروفة التي تحوي على وحدة الإندان في بنيتها مركب نينهيدرين.